# Birkot Hasha'har
 (juillet 2014).
Si vous disposez d'ouvrages ou d'articles de référence ou si vous connaissez des sites web de qualité traitant du thème abordé ici, merci de compléter l'article en donnant les références utiles à sa vérifiabilité et en les liant à la section « Notes et références ».
Les birkot hasha'har (hébreu ברכות השחר,  : « bénédictions du lever » - littéralement, « du matin ») sont un ensemble de bénédictions que chaque juif a le devoir de réciter à son lever, avant les prières du matin. Ces bénédictions ont pour but de remercier Dieu d’avoir pu sortir du sommeil, considéré comme une forme de mort, et de lui demander son aide pour le jour à venir. Elles sont une façon de reprendre contact avec le sens de nos vies, un guide entre l'inconscience du sommeil et les responsabilités de l'éveil.
L’ordre de ces bénédictions, bien qu’évoqué dans les sources juives traditionnelles, n’a pas été consigné de manière définitive dans les codes de Loi juive et varie en fonction du livre de prières utilisé. Il est généralement fondé sur l’ordre des activités habituelles lors du lever. Telle est du moins la vision de Maïmonide, globalement suivie par le monde séfarade, alors que d'autres décisionnaires, Amram Gaon étant le premier d'entre eux, prônent une récitation dans un ordre établi. Telle est habituellement la coutume ashkénaze article sur le sens respectif de ces pratiques.

## Détails
Tout d'abord, juste en se levant, un Juif doit réciter le fameux « Modè ani », qui n'est pas une bénédiction, mais un cours texte dans lequel le juif remercie Dieu, « Roi Vivant et Existant », pour lui avoir rendu son âme « avec beaucoup de confiance ». L'explication à ce texte est que, selon le judaïsme, chaque homme a une âme qui lui est prise lors de son sommeil nocturne, et Dieu rend à chacun son âme au réveil. Cela fait objet d'un remerciement chez les Juifs. 
Ensuite, nous atteignons la première bénédiction, qui est récitée sur la mitzvah de « nétilat yadayim » ; au lever, chaque Juif a le devoir de procéder à une ablution de ses mains, censée lui purifier les mains. Deux explications essentielles ont été données à cette ablution : 
1. durant la nuit règne sur le monde et l'homme une « roua'h ra'a », un mauvais esprit, et lors du jour et du réveil, il s'échappe de ces deux là, en laissant des « restes » sur les bouts des doigts. C'est pour cela qu'il faut se les laver pour le chasser définitivement ;
2. il est très probable que durant la nuit, les mains ont touché des « endroits cachés » du corps humain (surtout à l'époque où l'on dormait nu), donc il est recommandé de se laver les mains avant toute étude ou autre action religieuse. Comme sur chaque mitzvah, nous récitons une bénédiction sur cette mitzvah qu'est l'ablution des mains.

Ensuite, le juif est censé se rendre aux toilettes pour y faire ses besoins (miction et défécation), avant sa prière, car il est interdit de prier en ayant le besoin d'aller aux toilettes. Et c'est justement en sortant des toilettes, après s'être de nouveau lavé les mains, que le Juif récite la deuxième bénédiction, « achèr yatsar », où il remercie Dieu « qui a créé l'homme avec sagesse, et a créé en lui plusieurs trous et plusieurs canaux ». Cette bénédiction rappelle que « si l'un d'eux s'ouvre ou se bouche, il serait impossible de vivre ne serait-ce qu'une heure ». Il serait bon de détailler que cette bénédiction est récitée durant toute la journée, à chaque sortie des toilettes après une ablution des mains.
Après cette bénédiction suit un texte dans lequel le Juif rappelle que son âme pure n'est pas la sienne, que c'est Dieu qui l'a créée et qui l'a mise en lui, qu'il la lui reprendra lors de sa mort et la lui rendra lors de la résurrection des morts. Ensuite, le Juif reconnaît la suprématie et l'éternité de Dieu.
Après cela suit une longue série de bénédictions dans lesquelles le Juif bénit Dieu qui : lui donne l'intelligence de différencier entre le jour et la nuit, lui permet de voir, lui permet de bouger, lui permet de se tenir debout, lui donne de quoi s'habiller, a créé une terre solide qui permet à l'homme de s'y tenir debout, qui lui a créé des jambes pour marcher, qui subvient à tous ses besoins, qui entoure le peuple juif de force et qui le couronne de gloire, l'a créé juif, ne l'a pas fait esclave, et, selon le sexe, ne l'a pas fait femme (pour les hommes) ou l'a faite selon sa volonté (pour les femmes). Cette bénédiction donne lieu à des remaniement mais est accepté car la femme a moins de mitsvot (ordonnances) que l’homme pour des raisons de mystiques juive,Les hommes comme les femmes de différentes communautés, en particulier les communautés des mouvements non orthodoxe (massorti, conservative, reconstructionniste, libéral, conservadox…) privilégient la bénédiction commune aux deux genres : « Bénis sois-tu, Éternel, qui m'a créé(e) selon ta volonté ».
Ensuite, l'on bénit Dieu « qui fait passer de nos yeux les cordes du sommeil, et le sommeil de nos paupières, et qui montre beaucoup de bonté avec le peuple juif ». On finit par une prière dans laquelle on demande à Dieu de nous sauver de toutes sortes de mauvaises choses durant la journée. 
Le texte exact du Talmud, BraHot 60b en hébreu peut-être trouvé sur wikitext.
L'on récite maintenant la « birkat hatora ».